# The Open Door
The Open Door è il secondo album in studio del gruppo musicale statunitense Evanescence, pubblicato nel 2006 dalla Wind-up Records.
Il primo singolo estratto è Call Me When You're Sober, trasmesso nelle radio dal 30 luglio 2006 e pubblicato a settembre.

## Concepimento e registrazioni
Durante un'intervista del 2004, venne per la prima volta dichiarato da Amy che la band avrebbe cominciato a comporre il nuovo album nel marzo del 2004, una volta concluso il tour di Fallen. Dichiarò inoltre che era impossibile per loro scrivere durante i tour e che "tutti quanti i membri si sarebbero riuniti a casa sua per scrivere nuovo materiale". Tuttavia, il processo di scrittura dell'album procedette molto lentamente per diverse ragioni, tra cui: il desiderio di Amy Lee di "massimizzare il processo creativo" e una produzione lenta, altri progetti laterali dei membri della band, il malessere di Terry Balsamo, l'abbandono di Tim McCord e Ben Moody e la perdita del manager, Dannis Rider.
Il processo di scrittura di The Open Door richiese dunque un lungo periodo, durato ben 18 mesi. L'album fu infine registrato agli Record Plant Studios, Los Angeles, California e prodotto e mixato da Dave Fortman agli Ocean Way Studios. La maggior parte delle canzoni dell'album sono state accreditate ad Amy Lee e Terry Balsamo che condividono i crediti di 13 canzoni. Tuttavia, Amy ha scritto Like You, Lithium e Good Enough da sola, mentre ha co-scritto All That I'm Living For insieme al chitarrista Troy McLawhorn. Amy ha dichiarato che dopo l'abbandono di Moody, non aveva più qualcuno che la trattenesse nel processo di scrittura. Già da tempo, infatti, Ben e Amy non condividevano più le stesse idee sul fare musica:
Balsamo avrebbe quindi spronato Amy spingendola a fare delle cose che non avrebbe mai potuto fare con Ben: "Lui è un grande scrittore [...] È come se ci fossimo detti 'smettiamola di parlare così seriamente di tutto e divertiamoci', e abbiamo scritto molte canzoni di cui mi sono totalmente innamorata". Amy ha descritto il processo di scrittura di Balsamo durante un'intervista con The Sun:
 Per Amy l'esperienza di quest'album è stata "molto intesa" ed il comporre insieme a Terry l'ha fatta "sentire purificata", spingendola "a un livello completamente nuovo di ispirazioni e possibilità".

## Tematiche
Con la dipartita di Ben Moody, che aveva composto insieme a lei il precedente album, Amy poté avere il completo controllo sul nuovo progetto. Questo ebbe una forte influenza sui testi e sulle tematiche, trattanti per lo più esperienze e fatti di vita della cantante: le relazioni amorose passate infelici e logoranti, gli effetti non sempre positivi della fama ottenuta grazie a Fallen, i conflitti interiori e con la società, fatti molto intimi come la morte della sorella e il suo amore verso quello che sarebbe diventato poco tempo dopo suo marito, Josh Hartzler.
Secondo Amy, The Open Door, rappresenterebbe un'evoluzione dal punto di vista delle tematiche rispetto al precedente lavoro. Come in Fallen (ma anche in Origin) si parla delle esperienze difficili della vita, tuttavia non più crogiolandosi in esse ma affrontandole e cercando delle soluzioni:
Sweet Sacrifice è la prima canzone dell'album contenente "chitarre roboanti" e una sezione d'archi. Il tema principale della canzone è la fine di una relazione abusiva, che è anche il concept che sta dietro molte canzoni di Fallen.
Call Me When You're Sober è una canzone rock che incomincia come una piano ballad prima di trasformarsi improvvisamente in una canzone alternative metal con elementi che richiamano il nu-metal, il symphonic rock e la musica pop. Amy ha apertamente rivelato di aver scritto la canzone per il suo ex fidanzato Shaun Morgan, cantante dei Seether, che in quel tempo aveva gravi problemi di alcolismo.
Weight of the World si configura come un mix tra pop e metal come dichiarato da Stornoway Gazette. La canzone trova ispirazione dal peso della fama su Amy e questo può essere letto chiaramente nei suoi versi: "Feels like the weight of the world / Like God in heaven gave me a turn / Don't cling to me, I swear I can't fix you" e ancora "If you love me, then let go of me / I won't be held down by who I used to be". La canzone contiene "motivi orientaleggianti" e "voci distorte".
Lithium è stata definita come una canzone rock lenta. Il ritornello, ora suonato al piano, fu originariamente scritto con la chitarra quando Amy aveva soltanto 16 anni. Chris Harris di MTV News ha comparato "Lithium" alle canzoni di Tori Amos. Il tema della canzone è quello di un conflitto interiore tra pena e felicità, dolore e quiete; un dualismo che viene poi rappresentato visivamente durante il videoclip tramite una Amy Lee vestita di bianco ed una in nero che si muove sotto la superficie di un lago. La tristezza stessa, non è più vista come l'unica e fondamentale fonte di ispirazione per fare arte.
Cloud Nine è stata ispirata da una rottura di un rapporto amoroso della cantante: "If you want to live, let live/ If you want to go, let go/ What are we doing here?/ Because I can live without you". Sono stati usati archi, effetti di studio e "vocalizzi sovrapposti" di Amy.
Snow White Queen è stata ispirata dalla cattiva esperienza della cantante con gli stalker.
Jon Dolan di Entertainment Weekly ha trovato delle somiglianze con la canzone Me and a Gun di Tori Amos. Sono stati usati diversi effetti industrial nella composizione.
Lacrymosa contiene la sequenza Lacrimosa estratta dal Requiem di Mozart (1791). La parte orchestrale è stata suonata da un'orchestra a 22 componenti diretta dal maestro Dave Campbell mentre la parte corale è stata eseguita dal The Millennium Choir. Il coro in sottofondo vuol far rendere l'idea del contrasto tra la luce e l'oscurità. La canzone contiene inoltre effetti elettronici e chitarre pesanti.
Like You è stata scritta in memoria della sorella defunta di Amy Lee, proprio come la canzone Hello in Fallen. È una delle canzoni più intime della band, infatti, proprio come Hello non è mai stata eseguita nei live: "I long to be like you/Lie cold in the ground like you". La traccia, forse anche per il tema trattato, è stata comparata ai primi materiali prodotti per Fallen.
Lose Control è stata ispirata da un forte suono di chitarra di Terry Balsamo e contiene delle influenze della band anglosassone Portishead. Il tema della canzone trae ispirazione dal fatto che la cantante abbia sempre l'impulso di avere sotto controllo ogni cosa che riguardi la band. Questo fatto, ben visibile dal processo compositivo di The Open Door, è andato sempre di più attenuandosi, infatti nel terzo album si assiste ad una maggiore partecipazione della band al processo creativo:
The Only One era inizialmente chiamata "Tuna Afternoon" e trae ispirazione delle esperienze di isolamento provate dalla cantante dal resto delle persone intorno a lei, come se si fosse persa in un mondo che non le appartiene. Nella canzone si denigra il bisogno umano di avere una figura autoritaria che faccia da guida, come si vede nei versi: "All our lives / We've been waiting / For someone to call our leader / All your lies / I'm not believing / Heaven shine a light down on me".
Your Star è stata ispirata da una nottata solitaria trascorsa dalla cantante durante il tour di Fallen. Amy scrisse il ritornello a Lisbona subito dopo aver guardato il cielo ed essersi resa conto di non poter vedere le stelle ben visibili da casa sua, ma in quel momento nascoste dall'inquinamento luminoso della capitale portoghese. Altra fonte di ispirazione è stata la band Pantera.
All That I'm Living For fu co-scritta con Troy McLawhorn ed in essa è riassunto il rapporto di amore e odio della cantante con la band. Il suo concepimento avvenne dopo che Amy realizzò il fatto che la band fosse tutta la sua vita.
Sono contenuti "cori potenti", elementi di musica elettronica, "chitarre graffianti" ed i vocalizzi di Amy Lee.
Good Enough è una ballata a tema felice scritta esclusivamente da Amy Lee ed è stata messa come ultima traccia dell'album in quanto, secondo la cantante, riassume in sé il tema dell'album e il tema della vita stessa. La canzone trova infatti ispirazione nell'intenso amore provato per l'amico di lunga data e marito, Josh Hartzler.

## Pubblicazione e promozione
L'album venne pubblicato in tutto il mondo tra 25 settembre 2006 (Polonia) e il 3 ottobre (Nord America e Argentina - vedi la cronologia completa della pubblicazione). La versione digitale dell'album fu resa disponibile in pre-order già dal 15 agosto 2006 su iTunes e Walmart.com. Se acquistato prima dell'effettiva pubblicazione era possibile entrare in possesso di alcuni contenuti bonus come un'esclusiva intervista a Amy Lee e la traccia "The Last Song I'm Wasting on You", che apparve in seguito nel singolo "Lithium". Il 24 settembre fu reso disponibile l'intero streaming dell'album su AOL Music.

### Singoli
Da The Open Door sono stati estratti quattro singoli ufficiali. Il primo è stato Call Me When You're Sober, pubblicato lo stesso giorno dell'album, di cui è stato realizzato un video diretto da Marc Webb. Successivamente sono stati pubblicati Lithium e Sweet Sacrifice, i cui videoclip sono stati diretti rispettivamente da Paul Fedor e P. R. Brown. L'ultimo singolo, pubblicato oltre un anno dall'uscita dell'album, è stato Good Enough, il cui video è stato diretto da Marc Webb e Rich Lee. Nell'ottobre 2007, è stato inoltre pubblicato, solo in Colombia, come singolo promozionale, il brano Weight of the World.

## Tracce
1. Sweet Sacrifice – 3:06 (Amy Lee, Terry Balsamo)
2. Call Me When You're Sober – 3:35 (Amy Lee, Terry Balsamo)
3. Weight of the World – 3:38 (Amy Lee, Terry Balsamo)
4. Lithium – 3:44 (Amy Lee)
5. Cloud Nine – 4:22 (Amy Lee, Terry Balsamo)
6. Snow White Queen – 4:23 (Amy Lee, Terry Balsamo)
7. Lacrymosa – 3:37 (Amy Lee, Terry Balsamo)
8. Like You – 4:17 (Amy Lee)
9. Lose Control – 4:50 (Amy Lee, Terry Balsamo)
10. The Only One – 4:40 (Amy Lee, Terry Balsamo)
11. Your Star – 4:43 (Amy Lee, Terry Balsamo)
12. All That I'm Living For – 3:51 (Amy Lee, John LeCompt)
13. Good Enough – 5:31 (Amy Lee)

Bonus track - Edizione giapponese
1. Call Me When You're Sober (Acoustic version) – 3:39 (Amy Lee, Terry Balsamo)

Bonus DVD - Limited edition giapponese
1. Call Me When You're Sober (Acoustic Video)
2. Call Me When You're Sober (Video)

Outtakes
- If You Don't Mind – 2:56[39][58] (Amy Lee, Terry Balsamo, Will Boyd)
- The Last Song I'm Wasting on You – 4:07[39][59] (Amy Lee)
- Together Again – 3:18[39] (Amy Lee)

## Formazione
Crediti tratti da Allmusic e dal libretto dell'album.
Gruppo
- Amy Lee – voce, pianoforte, arrangiamenti orchestrali, composizione, programmazione
- Terry Balsamo – chitarra solista, composizione
- John LeCompt – chitarra ritmica, composizione, programmazione
- Will Boyd – basso
- Rocky Gray – batteria

Altri
- David Campbell – arrangiamenti orchestrali
- Dave Fortman – ingegnere del suono, missaggio, produzione
- Ted Jensen – mastering
- Simon James – violino
- Rory Faciane – tecnico della batteria
- Leor Dimant – programmazione
- Bon Harris – programmazione
- Jeremy Parker – ingegnere
- Mike Hogue – assistente ingegnere
- Wesley Seidman – assistente ingegnere
- Darren Majewski – A&R
- Diana Meltzer – A&R
- Gregg Wattenberg – A&R
- Frank Ockenfels – fotografia

- Gail Marowitz – direzione artistica
- Ed Sherman – designer della copertina
- David Sabee – contractor
- Seattlemusic Group – group
- Andrew Lurie – management
- Mike Mongillo – responsabile del prodotto
- Carrie Lee – controvoce
- Tamara Berard – coro
- Melanie Bruno – coro
- Alyssa Campbell – coro
- Marcella Carmona – coro
- Millennium Choir – coro
- Kevin Dalbey – coro
- Mary Gaffney – coro
- Joanne Paratore – coro
- Darryl Phinnessee – coro
- Dwight Stone – coro
- Tania Themmen – coro
- Talaya Trigueros – coro
- Lisa Wall Urgero – coro
- Susan Youngblood – coro

## Successo commerciale
Il 21 ottobre 2006 l'album ha raggiunto la cifra di 1 milione di copie vendute nel mondo. L'8 novembre dello stesso anno diventa ufficialmente disco di platino nei soli USA e si appresta a raggiungere lo stesso risultato in Europa. A soli due mesi dall'uscita l'album ha venduto 2 milioni di copie nel mondo. Ad oggi The Open Door ha venduto più di 5 milioni di copie in tutto il mondo.

## Classifiche

### Classifiche settimanali
| Classifica (2006) | Posizione massima |
| ----------------- | ----------------- |
| Australia         | 1                 |
| Austria           | 2                 |
| Belgio (Fiandre)  | 9                 |
| Belgio (Vallonia) | 4                 |
| Canada            | 2                 |
| Danimarca         | 5                 |
| Europa            | 1                 |
| Finlandia         | 5                 |
| Francia           | 2                 |
| Germania          | 1                 |
| Grecia            | 3                 |
| Irlanda           | 3                 |
| Italia            | 2                 |
| Messico           | 76                |
| Norvegia          | 3                 |
| Nuova Zelanda     | 2                 |
| Paesi Bassi       | 2                 |
| Polonia           | 8                 |
| Portogallo        | 2                 |
| Regno Unito       | 2                 |
| Repubblica Ceca   | 4                 |
| Spagna            | 5                 |
| Stati Uniti       | 1                 |
| Svezia            | 2                 |
| Svizzera          | 1                 |
| Ungheria          | 11                |

### Classifiche di fine anno
| Classifica (2006)  | Posizione |
| ------------------ | --------- |
| Australia          | 32        |
| Austria            | 38        |
| Belgio (Fiandre)   | 82        |
| Belgio (Vallonia)  | 48        |
| Finlandia          | 15        |
| Italia             | 47        |
| Paesi Bassi        | 79        |
| Regno Unito        | 81        |
| Stati Uniti        | 57        |
| Stati Uniti (rock) | 8         |
| Svizzera           | 22        |
| Classifica (2007)  | Posizione |
| Stati Uniti        | 52        |
| Stati Uniti (rock) | 10        |

## Date di pubblicazione
| Paese       | Data              | Etichetta       | Formato               |
| ----------- | ----------------- | --------------- | --------------------- |
| Polonia     | 25 settembre 2006 | Wind-up         | CD, download digitale |
| Giappone    | 27 settembre 2006 | EMI Music Japan | CD, download digitale |
| Germania    | 29 settembre 2006 | Wind-up         | CD, download digitale |
| Irlanda     | 29 settembre 2006 | Wind-up         | CD, download digitale |
| Italia      | 29 settembre 2006 | Wind-up         | CD, download digitale |
| Australia   | 30 settembre 2006 | Wind-up         | CD, download digitale |
| Canada      | 3 ottobre 2006    | Wind-up         | CD, download digitale |
| Stati Uniti | 3 ottobre 2006    | Wind-up         | CD, download digitale |